# Charles Lannie
Charles (Karel) Lannie (Boom, 21 augustus 1881 – Berchem, 3 juni 1958) was een Belgisch gymnast. Hij was Belgisch kampioen van de Belgische Turnbond (jaartal niet bekend) en medaillewinnaar in ploegcompetities met de Belgische nationale turnploeg.

## Biografie
Josephus Carolus Lannie was het vijfde van negen kinderen in het gezin van Frans Hendrik Lannie en Maria Francisca Vinck. Hij groeide op in Boom, en huwde er in 1905 met Maria Louiza Hortensia Van Thienen die hem 3 kinderen schonk. Ook zijn oudere broers Leon en Gustaaf waren actief in het turnmilieu.

## Sportcarrière
Hij begon zijn sportieve carrière bij de Boomse Turnkring net als zijn 2 oudere broers.
Charles Lannie maakte deel uit van de nationale ploeg die bij  het internationaal turntoernooi in 1903 te Antwerpen in de ploegencompetitie een zilveren medaille won; dit toernooi werd achteraf beschouwd en aanvaard als  het eerste wereldkampioenschap turnen.
Hij maakte ook deel uit van de nationale ploeg die bij  het derde wereldkampioenschap in 1907 te Praag in de ploegencompetitie een bronzen medaille won.
Op reeds meer gevorderde leeftijd maakte hij deel uit van de nationale ploeg , die bij de Olympische Spelen in 1920 te Antwerpen (VIIe Olympiade) in de ploegencompetitie een zilveren medaille won.
Hij beëindigde zijn actieve turncarrière bij de Gymnastische Volkskring te Antwerpen. Charles Lannie was ook een gewaardeerd turnleider bij diverse Turnkringen, onder andere bij Sparta Kontich, Libertas Borgerhout, en bij Maccabi.

## Bron
- Genealogische informatie van zijn kleinzoon op Geneanet